# Pionerskaja (metropolitana di San Pietroburgo)
Pionerskaja (in russo:Пионерская) è una stazione della linea Moskovsko-Petrogradskaja, la linea 2 della metropolitana di San Pietroburgo. È stata inaugurata il 4 novembre 1982.